# Camden County (North Carolina)
Camden County ist ein County im Bundesstaat North Carolina der Vereinigten Staaten. Der Verwaltungssitz (County Seat) ist Camden.

## Geographie
Das County liegt fast im äußersten Nordosten von North Carolina, grenzt im Norden an Virginia, ist im Osten etwa 30 km vom Atlantik entfernt und hat eine Fläche von 792 Quadratkilometern, wovon 168 Quadratkilometer Wasserfläche sind. Es grenzt im Uhrzeigersinn an folgende Countys: Currituck County, Tyrrell County, Pasquotank County und Gates County.
Camden County ist in drei Townships aufgeteilt: Courthouse, Shiloh und South Mills.

## Geschichte
Camden County wurde am 8. April 1777 aus Teilen des Pasquotank County gebildet. Benannt wurde es, ebenso wie die Bezirkshauptstadt Camden, nach Sir Charles Pratt, Earl of Camden, einem Unterstützer und Förderer der amerikanischen Kolonisten vor dem Amerikanischen Unabhängigkeitskrieg. Das County war Schauplatz der Schlacht von South Mills am 19. April 1862 im Rahmen des Amerikanischen Bürgerkriegs.
Sieben Bauwerke und Stätten des Countys sind insgesamt im National Register of Historic Places eingetragen (Stand 23. Februar 2018).

## Demografische Daten
Nach der Volkszählung im Jahr 2000 lebten im Camden County 6885 Menschen. Davon wohnten 4 Personen in Sammelunterkünften, die anderen Einwohner lebten in 2662 Haushalten und 2023 Familien. Die Bevölkerungsdichte betrug 11 Einwohner pro Quadratkilometer. Ethnisch betrachtet setzte sich die Bevölkerung zusammen aus 80,62 Prozent Weißen, 17,27 Prozent Afroamerikanern, 0,42 Prozent amerikanischen Ureinwohnern, 0,57 Prozent Asiaten, 0,03 Prozent Bewohnern aus dem pazifischen Inselraum und 0,13 Prozent aus anderen ethnischen Gruppen; 0,96 Prozent stammen von zwei oder mehr Ethnien ab. 0,71 Prozent der Bevölkerung waren spanischer oder lateinamerikanischer Abstammung.
Von den 2662 Haushalten hatten 31,6 Prozent Kinder unter 18 Jahren, die bei ihnen lebten. 62,2 Prozent davon waren verheiratete, zusammenlebende Paare, 9,4 Prozent waren allein erziehende Mütter und 24,0 Prozent waren keine Familien. 20,7 Prozent waren Singlehaushalte und in 9,5 Prozent lebten Menschen mit 65 Jahren oder älter. Die Durchschnittshaushaltsgröße betrug 2,58 und die durchschnittliche Familiengröße war 2,97 Personen.
24,5 Prozent der Bevölkerung waren unter 18 Jahre alt. 6,3 Prozent zwischen 18 und 24 Jahre, 30,5 Prozent zwischen 25 und 44 Jahre, 25,2 Prozent zwischen 45 und 64, und 13,6 Prozent waren 65 Jahre alt oder Älter. Das Durchschnittsalter betrug 39 Jahre. Auf 100 weibliche Personen kamen 98,4 männliche Personen. Auf 100 Frauen im Alter von 18 Jahren oder darüber kamen 96,9 Männer der gleichen Altersschicht.
Das jährliche Durchschnittseinkommen eines Haushalts (Median) betrug 39.493 US-$, das Durchschnittseinkommen einer Familie 45.387 $. Männer hatten ein Durchschnittseinkommen von 36.274 $, Frauen 24.875 $. Das Prokopfeinkommen betrug 18.681 $. 10,1 Prozent der Bevölkerung und 7,9 Prozent der Familien lebten unterhalb der Armutsgrenze. 12,6 Prozent von ihnen sind Kinder und Jugendliche unter 18 Jahre und 20,3 Prozent sind 65 Jahre oder älter.